# Athanasius Kircher

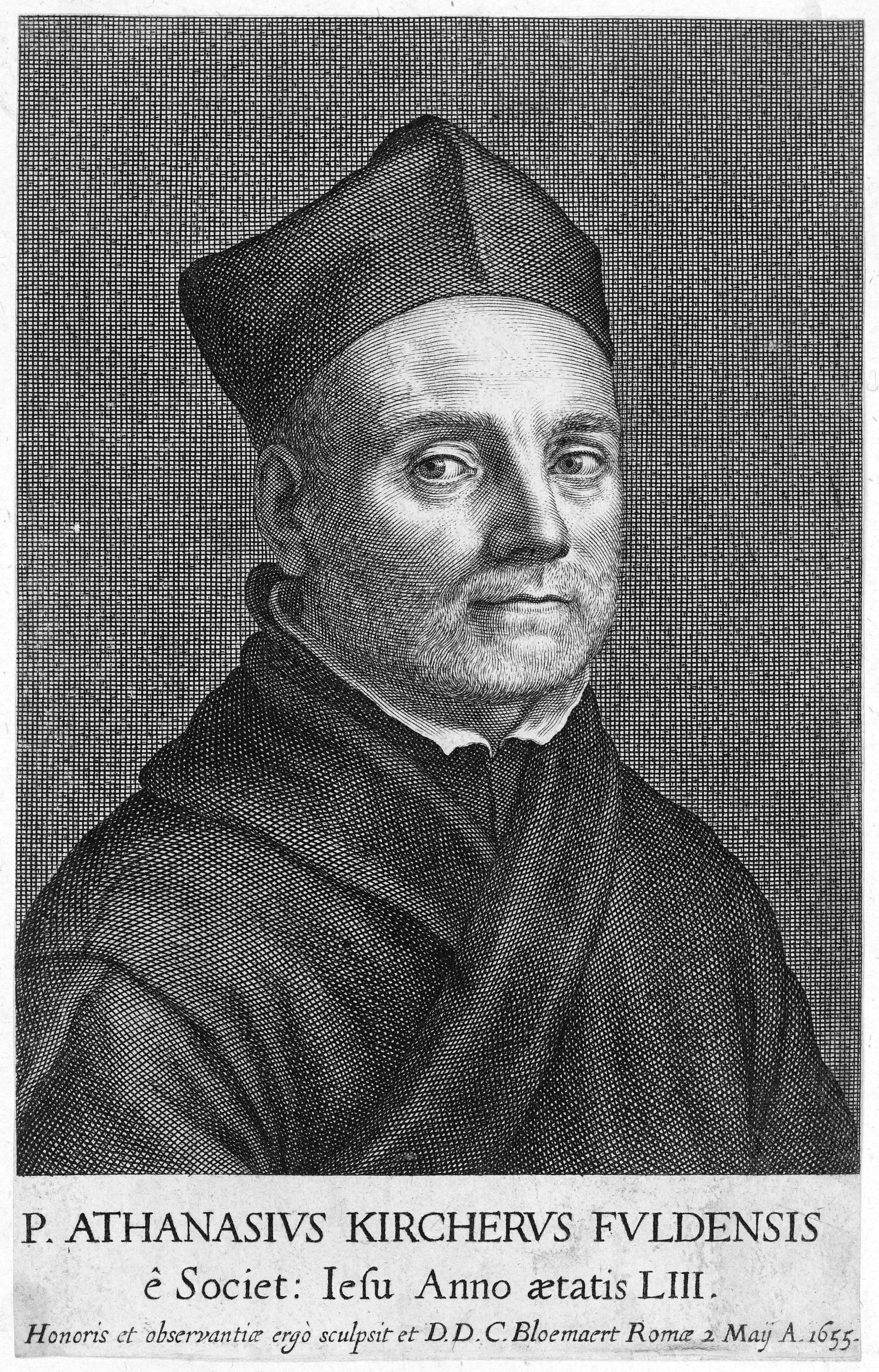
Athanasius Kircher

Athanasius Kircher (soms gespeld als Kirchner) (Geisa, 2 mei 1602 – Rome, 27 november 1680) was een Duitse jezuïet en een geleerde uit de Renaissance, die rond de 40 boeken heeft geschreven, waarvan de bekendste over de oriënt, geologie en geneeskunde gaan. Hij was ook een van de eersten die Egyptische hiërogliefen bestudeerde en micro-organismen onder de microscoop bekeek, waardoor hij de voor die tijd vernieuwende theorie bedacht dat de pest veroorzaakt werd door micro-organismen. Hij stelde een aantal doeltreffende maatregelen voor om de verspreiding van de pest tegen te gaan.
Kircher is vanwege zijn inventiviteit en brede belangstelling wel vergeleken met Leonardo da Vinci. Hij leverde op zeer uiteenlopende gebieden belangrijke bijdragen aan de wetenschap; zijn motto luidde in uno omnia (alles in een). Hoewel hij door zijn tijdgenoten als een groot geleerde werd beschouwd, raakte hij aan het einde van zijn leven door het opkomende rationalisme van René Descartes en anderen in de wetenschap in de vergetelheid. Hij is wel de laatste Renaissancemens genoemd. Aan het einde van de 20e eeuw kwam zijn werk opnieuw in de belangstelling, vooral vanwege de esthetische waarde die vooral aan de illustraties van zijn boeken wordt toegedicht.

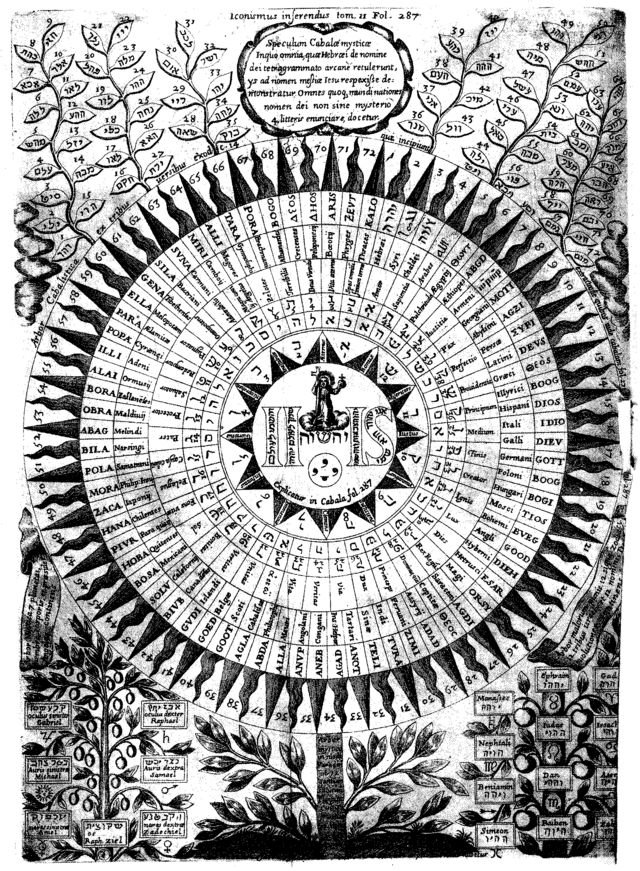
Diagram van de namen van God uit Kirchers Oedipus Aegyptiacus.

## Levensloop
Kircher werd op 2 mei 1601 of 1602 (hij wist zelf niet welk jaar) geboren in Geisa in de buurt van Fulda, als jongste van een gezin met negen kinderen. Van 1614 tot 1618 ging hij naar het jezuïtische college in Fulda, waarna hij toetrad tot de orde om het seminarie te kunnen volgen. Naast zijn opleiding leerde Kircher Hebreeuws van een plaatselijke rabbijn. Ook studeerde hij filosofie en theologie in Paderborn.
In 1622 moest hij echter naar Keulen vluchten vanwege de opkomende reformatie. Onderweg ontsnapte hij ternauwernood aan de verdrinkingsdood toen hij door het ijs zakte bij het oversteken van de Rijn. Op reis van Keulen naar Heiligenstadt werd hij gevangengenomen en bijna opgehangen door een groep protestantse soldaten. In Heiligenstadt werkte hij als leraar wiskunde, Hebreeuws en Aramees. Bij een bezoek van de keurvorst en aartsbisschop van Mainz aan de stad zorgde Kircher voor vuurwerk, wat als een vroege aanwijzing voor zijn interesse in techniek wordt beschouwd. Hij werd in 1628 tot katholiek priester gewijd, waarna hij hoogleraar werd in de ethiek en wiskunde aan de Universiteit van Würzburg, wat hem niet belette tegelijkertijd les te geven in Hebreeuws en Aramees. Vanaf 1628 begon hij interesse te tonen voor hiërogliefen.
Kircher publiceerde zijn eerste boek (Ars Magnesia, over zijn onderzoek naar magnetisme) in 1631, maar in hetzelfde jaar werd hij door de Dertigjarige Oorlog gedwongen uit Würzburg naar Avignon (Zuid-Frankrijk) te vertrekken, waar hij aan de pauselijke Universiteit van Avignon ging werken. In 1633 werd hij door keizer Ferdinand II naar Wenen gehaald om daar Johannes Kepler op te volgen als wiskundige aan het Habsburgse hof. Deze benoeming werd na interventie van de astronoom Nicolas-Claude Fabri de Peiresc herroepen, die hem in plaats daarvan naar Rome haalde, waar hij vanaf 1638 aan het Collegio Romano les gaf in wiskunde, natuurkunde en oosterse talen. Kircher zou de rest van zijn leven in Rome blijven, waar hij malaria en de Zwarte Dood bestudeerde. Hij stelde een verzameling voorwerpen uit het Oude Egypte (die hij van Peiresc had gekregen), samen met apparaten die hij zelf had uitgevonden, permanent ten toon in het Museum Kircherianum.
Kircher ontdekte in 1661 de ruïnes van een kerk die door Constantijn de Grote zou zijn gesticht op de plek waar Sint Eustachius een visioen had gehad van een Jezus tussen de horens van een hert. Hij zamelde geld in om de kerk te laten herbouwen. Dit werd de Santuario della Mentorella; Kirchers hart ligt in die kerk begraven.

## Werk
Van Kirchers hand verscheen een groot aantal werken over een zeer groot aantal verschillende onderwerpen, zoals egyptologie, geologie en muziektheorie. Zijn geloof in syncretisme was er waarschijnlijk verantwoordelijk voor dat hij geen rekening hield met (tegenwoordig als vanzelfsprekend beschouwde) grenzen tussen vakgebieden. Zo onderzocht hij in zijn Magnes sive de arte magnetica magnetisme naast andere vormen van aantrekking als zwaartekracht en liefde. Waarschijnlijk zijn bekendste werk is zijn Oedipus Aegyptiacus (1652-1654), over egyptologie en comparitieve religie. Zijn boeken waren altijd in het Latijn geschreven en waren in de 17e eeuw wijdverbreid. Door de populariteit van zijn werk heeft Kircher grote invloed gehad op het verspreiden van wetenschappelijke ideeën onder een brede kring.

### Egyptologie

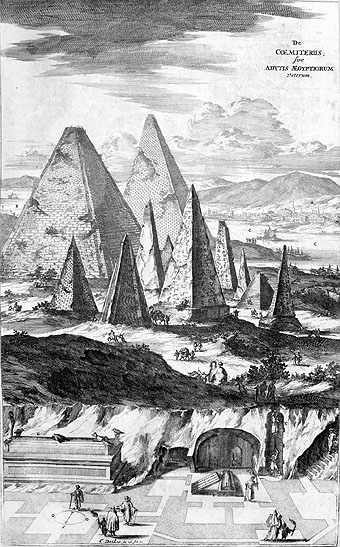
Titelplaat van Kirchers Sphinx Mystagoga (1676)

Kircher was dé egyptoloog van zijn tijd. Terwijl sommige van zijn werken al een tijd als onbetrouwbaar worden beschouwd, is er voor sommige van zijn ideeën tegenwoordig weer waardering. Zeker is dat de egyptologie mede door Kircher een wetenschap werd.
Kirchers interesse voor Egypte werd gewekt in 1628, toen hij een verzameling hiërogliefen tegenkwam in de bibliotheek van Speyer. In 1633 leerde hij Koptisch en hij publiceerde de eerste grammatica van die taal in 1636 (Prodromus coptus sive aegyptiacus). In zijn Lingua aegyptiaca restituta uit 1643 beargumenteerde hij dat Koptisch geen taal was, maar het laatste stadium in de ontwikkeling van het (Oud)egyptisch. Hij ontdekte de relaties tussen het hiëratisch schrift en hiërogliefen.
In Oedipus Aegyptiacus beargumenteerde hij, daarbij als bron Horapollo's Hieroglyphica gebruikend, dat het Oudegyptisch de taal van Adam en Eva was, dat Hermes Trismegistus dezelfde persoon was als Mozes en dat hiërogliefen occulte symbolen zijn die niet als klanken of letters te vertalen zijn. Dankzij dit foute idee vertaalde hij simpele hiëroglifische teksten die nu getranslitereerd worden met dd Wsr ("Osiris spreekt") als "Het verraad van Typhon komt ten einde voor de troon van Isis; de vochtigheid der natuur wordt bewaakt door de oplettendheid van Anubis". Het lijkt erop dat Kircher zichzelf (en waarschijnlijk sommige tijdgenoten) ervan overtuigd had dat hij hiërogliefen kon lezen. Zijn "vertalingen" waren echter aan zijn fantasie ontsproten en hadden weinig te maken met de echte betekenis van de teksten.
Hoewel zijn vertalingen berustten op foute aannames, was Kircher de eerste die systematisch hiërogliefen bestudeerde. De door hem verzamelde data werden later door Jean-François Champollion (1790–1832) gebruikt bij zijn ontcijfering van het schrift. Kircher sloot, ondanks zijn aanname in zijn Oedipus Aegyptiacus, de mogelijkheid dat hiërogliefen een alfabet vormen, niet uit: hij beschreef in zijn systeem (incorrect) hoe het Grieks alfabet van 21 hiërogliefen afgeleid zou zijn.
In 1665 kreeg Kircher - die ten onrechte bekendstond als ontcijferaar van hiërogliefen - van Johannes Marcus Marci het zogenaamde Voynich-manuscript, in de hoop dat hij dat zou kunnen ontcijferen. Dat is nooit gelukt, zelfs nu nog niet. Mogelijk, dan wel vermoedelijk, is het een falsificatie. Rond dit manuscript bestaat een groot aantal publicaties met pogingen tot duiding.
Kirchner is blijkens een door Zandbergen in zijn correspondentie gevonden brief, in het bezit geweest van een kopie van dit geschrift, hij lijkt zich nooit aan een interpretatie te hebben gewaagd.
Kircher was ook actief betrokken bij de plaatsing van uit Egypte overgebrachte obelisken op pleinen in Rome. Vaak voegde hij op de obelisken zelfontworpen hiërogliefen toe, die moderne geleerden voor raadsels stellen.

### Sinologie

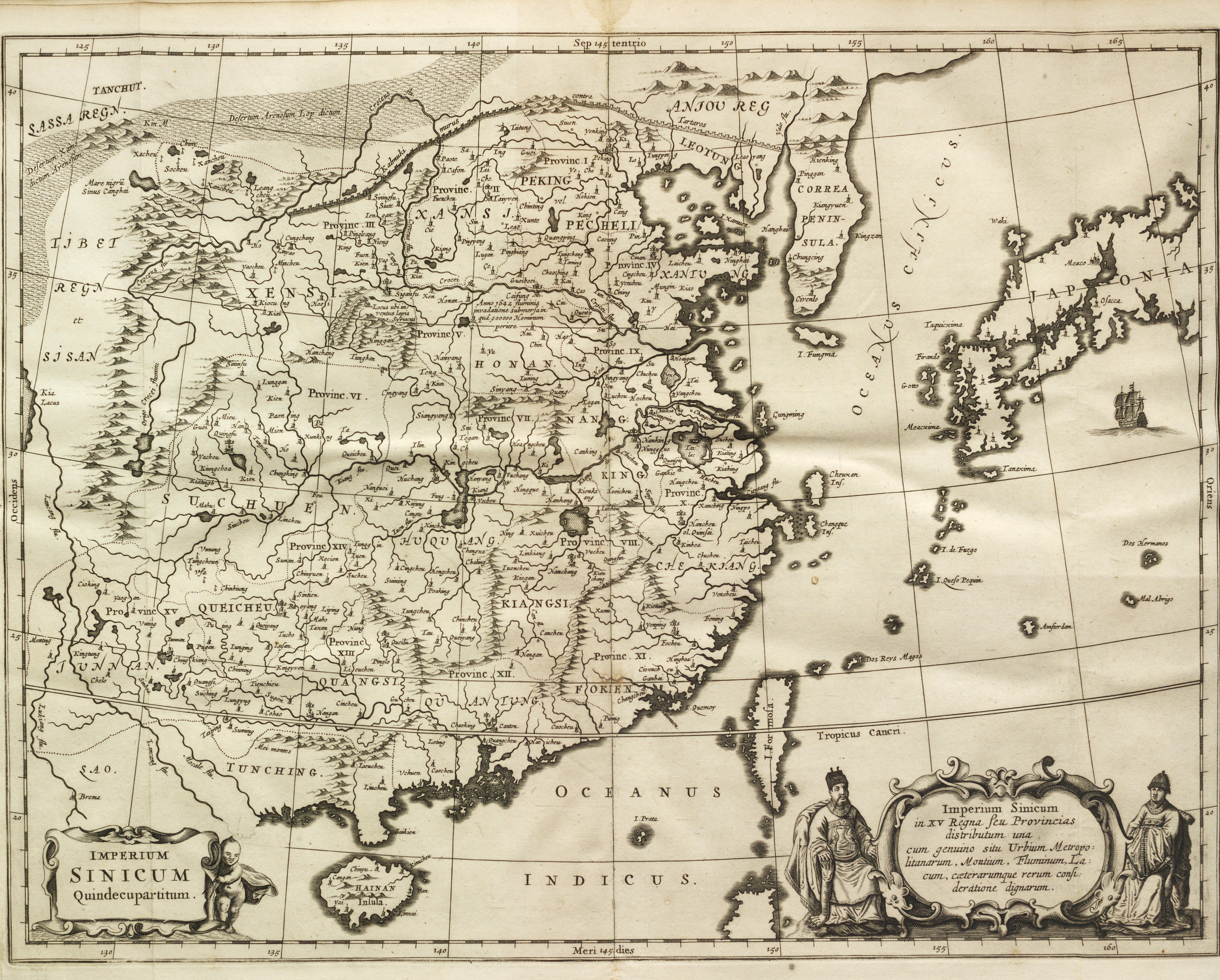
Kirchners kaart van China uit zijn China Monumentis

Kircher was al vroeg geïnteresseerd in China, zoals blijkt uit het feit dat hij in 1629 vertelde als missionaris naar dat land te willen worden gezonden. Zijn China Monumentis (1667) was een encyclopedie over China, waarin naast nauwkeurige landkaarten ook mythische elementen zoals draken een plaats kregen. In het werk worden christelijke elementen in de Chinese geschiedenis benadrukt. De nestoriaanse christenen worden vermeld, maar ook neemt Kircher aan dat de Chinezen de afstammelingen zijn van de zonen van Cham, dat Confucius in feite dezelfde persoon is als Mozes en Hermes Trismegistus en dat de Chinese karakters afgeleid waren van de Egyptische hiërogliefen. In Kirchers systeem waren ideogrammen zoals de Chinese karakters inferieur aan hiërogliefen, omdat ze een specifieke betekenis hadden in plaats van voor mysterieuze abstracte concepten. De schriften van de Maya en Azteken zag hij als nog lager; dit waren pictogrammen die alleen betrekking konden hebben op voorwerpen.

### Geologie

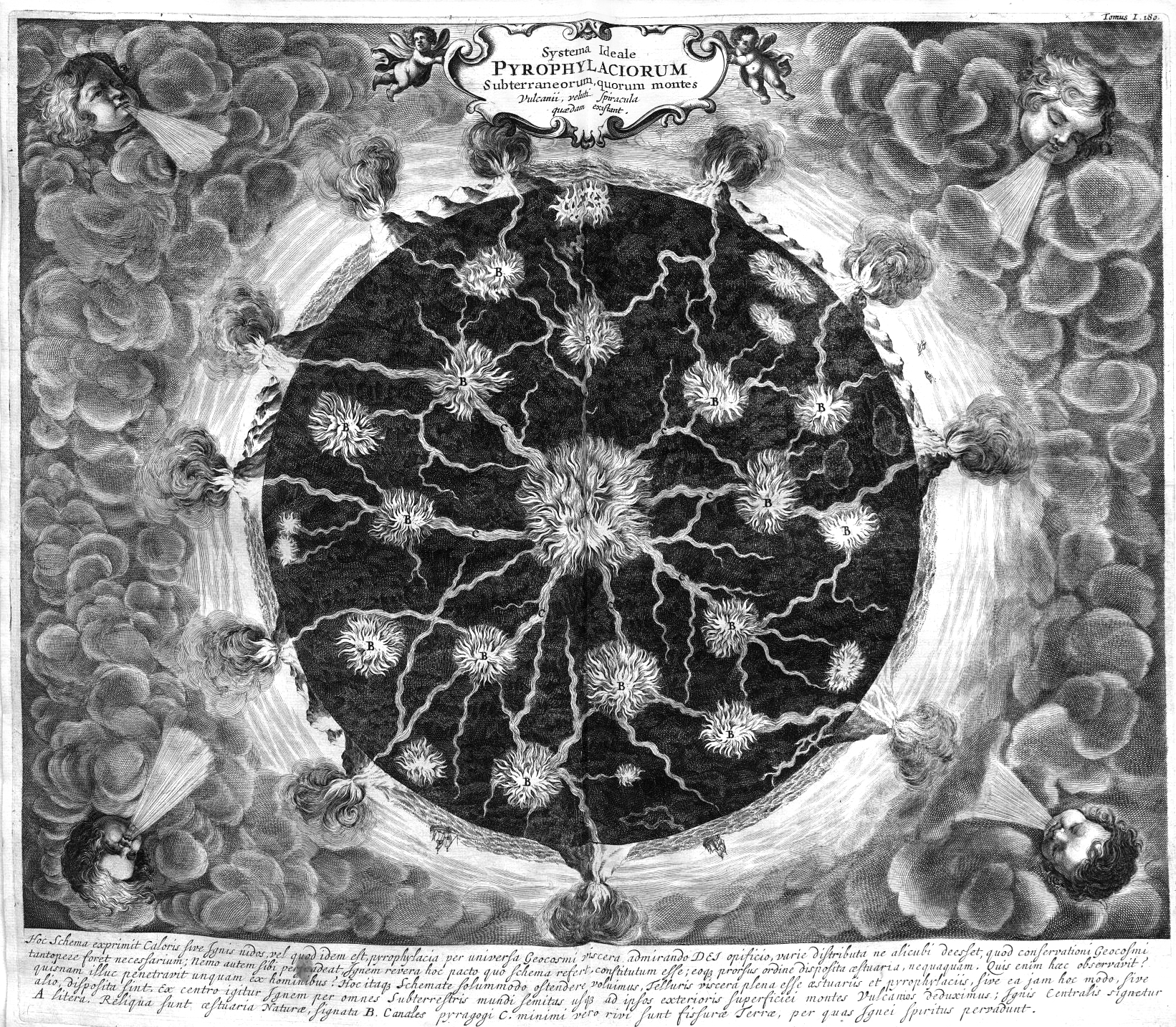
Kirchers model van de vuren in het binnenste van de Aarde, uit Mundus Subterraneus

Tijdens een bezoek aan Zuid-Italië in 1638 liet Kircher zich naar beneden brengen in de krater van de Vesuvius, die toen op het punt van uitbarsten stond, zodat hij het binnenste van de vulkaan kon bestuderen. Hij bestudeerde er ook de Grotta del Cane, een fumarole. Hij werd gefascineerd door het ondergrondse gerommel dat hij hoorde bij de Straat van Messina. In zijn Mundus Subterraneus (1664) beschreef hij zijn geologische en geografische ideeën. Daarin schreef hij bijvoorbeeld getijdenwerking toe aan de stroming van water in en uit een ondergrondse oceaan.
Kircher werd ook gefascineerd door fossielen. Hij zag in dat sommige daarvan de overblijfselen van dieren zijn die op een of andere manier versteend waren, maar van andere dacht hij dat ze gemaakt waren door mensen of door de kracht van de aarde. De aarde zou in staat zijn zelf dierlijke vormen te maken. In feite waren niet alle objecten die Kircher probeerde te verklaren ook echte fossielen, dus is het achteraf gezien niet vreemd dat hij met meerdere verklaringen kwam.

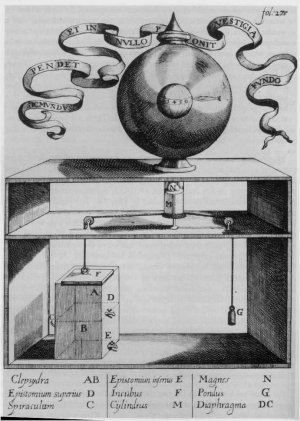
Kirchers magnetische klok

### Geneeskunde
Kirchner gebruikte moderne methoden om ziekten te bestuderen. In 1646 gebruikte hij een microscoop om bloed van slachtoffers van de pest te onderzoeken. In zijn Scrutinium Pestis (1658) beschreef hij de aanwezigheid van "kleine wormpjes" of "animalculen" in het bloed, waardoor hij concludeerde dat de ziekte werd veroorzaakt door micro-organismen. Hierin had hij het bij het juiste einde, hoewel het niet uitgesloten is dat wat hij door de microscoop zag, in feite rode of witte bloedcellen waren. Hij stelde hygiënische maatregelen voor om de verspreiding van de ziekte tegen te gaan, zoals isolatie en quarantaine van zieken, het verbranden van kleren die door slachtoffers waren gedragen en het dragen van gezichtsmaskers om het inademen van de schadelijke micro-organismen te voorkomen.

### Machines en apparaten
In zijn Ars Magna Lucis et Umbrae (1646) beschreef Kircher de projectie van beelden op een scherm met behulp van een apparaat, vergelijkbaar met Christiaan Huygens' laterna magica. Kirchers apparaat gebruikte reflectie om beelden op de muur van een donkere kamer te projecteren. Hoewel Kircher het apparaat niet zelf uitvond, gaf hij het aanzienlijke verbeteringen. Het belang van Kirchers werk lag er ook in dat hij lichtprojectie niet als een bovennatuurlijk verschijnsel beschouwde. Kircher adviseerde degenen die de beelden vertoonden, het publiek duidelijk uit te leggen dat de beelden een natuurkundige verklaring hadden en niets met magie te maken hadden.

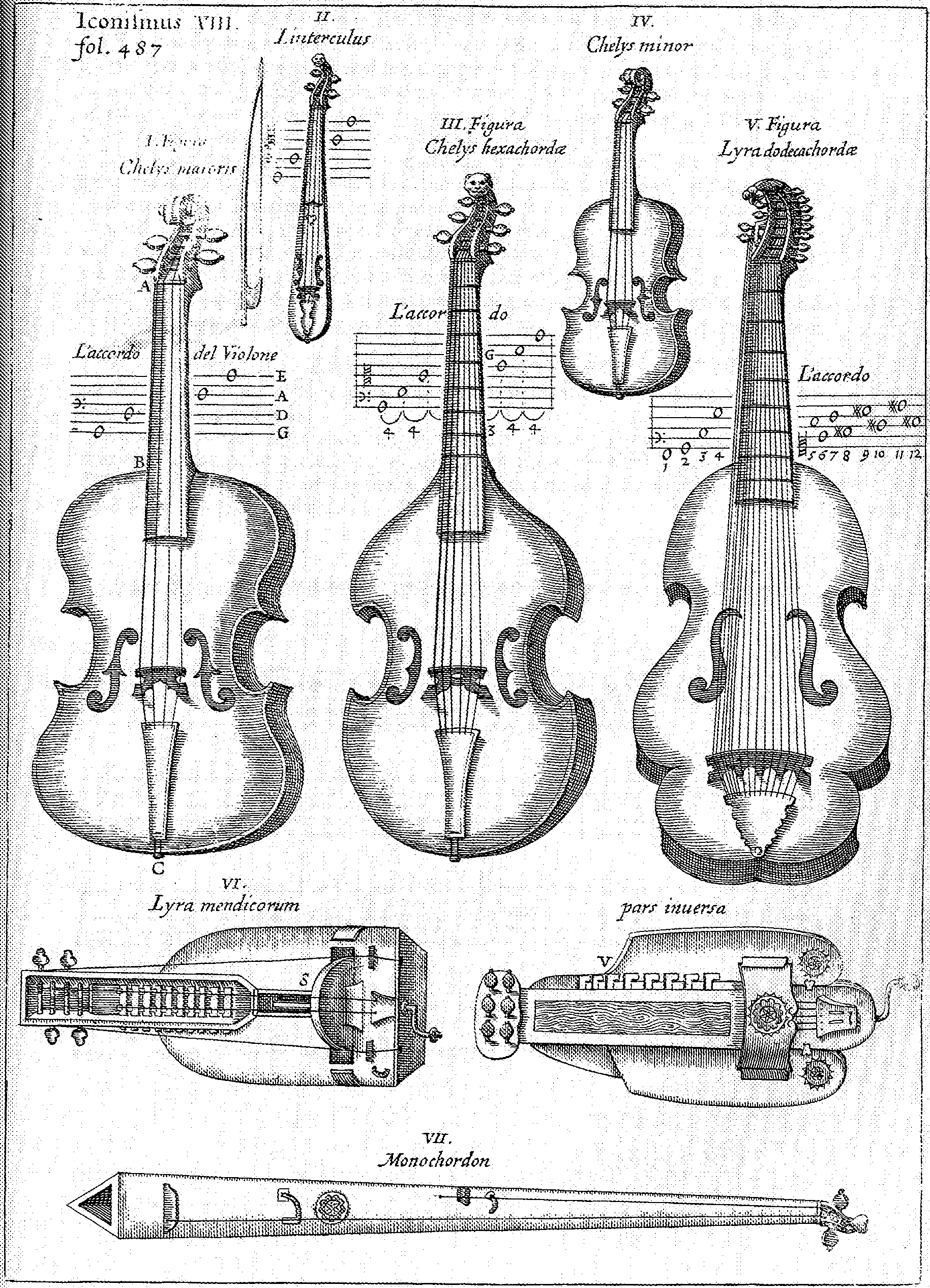
Afbeelding van snaarinstrumenten in Kirchers Musurgia Universalis (1650).

Onder Kirchers constructies bevond zich ook een magnetische klok, waarvan hij het mechanisme beschreef in zijn Magnes sive de arte magnetica (1641). De klok was uitgevonden door een andere Jezuïet, Francis Line, een kennis had het apparaat beschreven in 1634. Kirchers patroon Peiresc beredeneerde dat de beweging van de klok bewijs was voor Copernicus’ model voor het zonnestelsel, omdat de magnetische bol in de klok door de magnetische kracht van de Zon zou worden aangetrokken. Kirchers model liet zien dat dit niet klopte, de draaiing kon ontstaan door een waterklok binnenin het apparaat.
Verder maakte Kircher ontwerpen voor een eolische harp, een robot die kon praten en luisteren, een perpetuüm mobile en een kattenpiano. Dat laatste was een piano waarbij katten in volgorde van het timbre van hun stem werden gerangschikt. Door de katten op hun staart te slaan zouden de dieren geluid maken wanneer een bepaalde toon geproduceerd moest worden. Waarschijnlijk heeft hij dit instrument overigens nooit gebouwd.

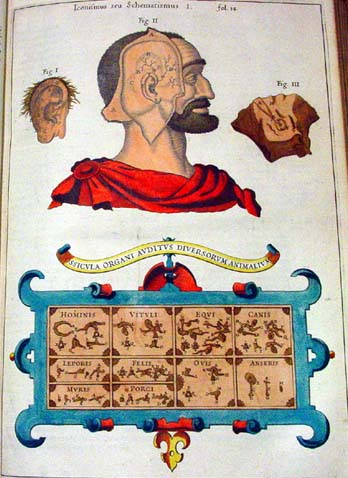
Illustratie bij een tekst over het gehoor uit Musurgia Universalis. De afbeelding laat de oren van een mens en verschillende dieren zien.

### Overig
In zijn Musurgia Universalis (1650) beschrijft Kircher zijn ideeën over muziek. Hij geloofde dat de harmonie in muziek de proporties van het universum weerspiegelden. In het boek staat een ontwerp van een door stromend water aangedreven, zelfspelend orgel, de muzieknotatie van vogelzang en tekeningen van muziekinstrumenten. In Phonurgia Nova (1673) filosofeerde Kircher over mogelijkheden om muziek naar verre locaties te verzenden. In Polygraphia nova (1663) presenteerde hij een zelfontworpen wereldtaal. Een deel van zijn muziekinstrumentenverzameling maakt tegenwoordig deel uit van het Nationaal muziekinstrumentenmuseum in Rome.
Kircher was in het bezit van een kopie van het Voynichmanuscript. Dit was hem in 1666 toegezonden door Jan Marci, die hoopte dat Kircher in staat zou zijn het te ontcijferen. Het manuscript bleef in het Collegio Romano tot 1870, toen koning Victor Emanuel II van Italië de Kerkelijke Staat annexeerde.
Na de contrareformatie had de allegorische interpretatie in Zuid-Europa plaatsgemaakt voor de letterlijke interpretatie van de Bijbel. In 1675 publiceerde Kircher zijn Arca Noë, waarin hij de resultaten van zijn onderzoek naar de ark van Noach beschreef. Kircher beschreef dat gezien de in de Bijbel genoemde maten van de ark en het bij hem bekende aantal soorten (daarbij insecten en andere soorten die geacht werden spontaan te ontstaan niet meerekenend), er genoeg ruimte in de ark moest zijn geweest. Hij speculeerde ook over de logistiek aan boord van de ark, bijvoorbeeld of extra dieren waren meegenomen om de vleeseters aan boord van voedsel te voorzien.

## Invloed

Latium, 1671

Gedurende het grootste gedeelte van zijn leven was Kircher een van de bekendste en invloedrijkste geleerden van zijn tijd. Zijn boeken werden over de hele Westerse wereld gelezen. Zijn invloed verliep op twee manieren: behalve zijn eigen onderzoek en experimenten onderhield hij een correspondentie met meer dan 760 geleerden, medici en andere jezuïeten, verspreid over alle delen van de wereld. Kirchners werk was erg populair, hij was de eerste geleerde die zichzelf met de opbrengst van zijn boeken kon onderhouden.
Hoewel aan het einde van zijn leven zijn methoden door de rationalist René Descartes in twijfel werden getrokken en zijn werk daarna vergeten werd, zou hij op veel terreinen een solide basis voor verder onderzoek achterlaten.
Kircher werd "herontdekt" aan het einde van de 20e eeuw. Het kan zijn dat zijn eclectische aanpak goed samengaat met het hedendaagse postmodernisme. Omdat Kirchers werken nu sterk verouderd zijn en geen wetenschappelijke waarde meer hebben, is de hedendaagse belangstelling voor zijn werk vooral te danken aan de vaak bijzondere afbeeldingen in zijn boeken.
De schrijver Umberto Eco heeft over Kircher geschreven in zijn roman L'isola del giorno prima (1994). De Nederlandse schrijver Anton Haakman publiceerde een verslag in boekvorm van zijn ervaringen bij het maken van een tv-documentaire over Kircher, De onderaardse wereld van Athanasius Kircher (1991). De Franse schrijver Jean Marie Blas de Robles vertelt in Là où les tigres sont chez eux (Prix Médicis 2008) eveneens het verhaal van Kircher. Het vormt een van de vele verhaallijnen van het boek: een journalist wijdt zijn tijd aan een biografie van Kircher.

## Varia
De roman De onderaardse wereld van Athanasius Kircher van de Nederlandse journalist en schrijver Anton Haakman gaat over zijn naspeuringen in Geisa, na de val van De Muur eind 1989, naar Kircher, door wie hij al sinds de jaren 70 gefascineerd was, en zijn kennismaking met twee zwendelaars, de heren Beck en Franzl van een door henzelf in het leven geroepen genootschap, die al jaren bezig zouden zijn met het ooit gaan uitgeven van een peperdure luxe uitgave van diens "Verzamelde Werken".

## Publicaties
- 1631: Ars Magnesia
- 1635: Primitiae gnomoniciae catroptricae
- 1636: Prodromus coptus sive aegyptiacus
- 1637: Specula Melitensis encyclica, hoc est syntagma novum instrumentorum physico- mathematicorum
- 1641: Magnes sive de arte magnetica
- 1643: Lingua aegyptiaca restituta
- 1645–1646: Ars Magna Lucis et umbrae in mundo
- 1650: Obeliscus Pamphilius
- 1650: Musurgia universalis, sive ars magna consoni et dissoni
- 1652–1655: Oedipus Aegyptiacus
- 1656: Itinerarium extaticum s. opificium coeleste
- 1657: Iter extaticum secundum, mundi subterranei prodromus
- 1658: Scrutinium Physico-Medicum Contagiosae Luis, quae dicitur Pestis
- 1660: Pantometrum Kircherianum. explicatum a G. Schotto
- 1661: Diatribe de prodigiosis crucibus
- 1663: Polygraphia, seu artificium linguarium quo cum omnibus mundi populis poterit quis respondere
- 1664–1678: Mundus subterraneus, quo universae denique naturae divitiae
- 1665: Historia Eustachio-Mariana
- 1665: Arithmologia
- 1666: Obelisci Aegyptiaci ... interpretatio hieroglyphica
- 1667: China Monumentis, qua sacris qua profanis
- 1667: Magneticum naturae regnum sive disceptatio physiologica
- 1668: Organum mathematicum
- 1669: Principis Cristiani archetypon politicum
- 1669: Latium
- 1669: Ars magna sciendi sive combinatorica
- 1673: Phonurgia nova, sive conjugium mechanico-physicum artis & natvrae paranympha phonosophia concinnatum
- 1675: Arca Noe
- 1676: Sphinx mystagoga
- 1676: Obelisci Aegyptiaci
- 1679: Musaeum Collegii Romani Societatis Jesu
- 1679: Turris Babel, Sive Archontologia Qua Primo Priscorum post diluvium hominum vita, mores rerumque gestarum magnitudo, Secundo Turris fabrica civitatumque exstructio, confusio linguarum, & in de gentium transmigrationis, cum principalium in de enatorum idiomatum historia, multiplici eruditione describuntur & explicantur, Jansson-Waesberge, Amsterdam
- 1679: Tariffa Kircheriana sive mensa Pathagorica expansa
- 1680: Physiologia Kicheriana experimentalis

## Biografie
- John Glassie, A Man of Misconceptions: The Life of an Eccentric in an Age of Change, Riverhead books, 2012, ISBN 978-1594488719